# Волосюк, Фёдор Константинович
Фёдор Константинович Волосюк (бел. Фёдар Канстанцінавіч Валасюк; 6 января 1921, посёлок Богуславичи, Жабинковский район — 25 января 1980) — председатель белорусского животноводческого колхоза «XXI съезд КПСС» Кобринского района, Герой Социалистического Труда (1966) за успехи в развитии животноводства.
Участник Великой Отечественной войны. В 1944—1958 годах работал в органах Министерства внутренних дел БССР. Колхоз «XXI съезд КПСС» возглавил в 1956 году. В 1970 году окончил Гродненский сельскохозяйственный институт